# Magna pars

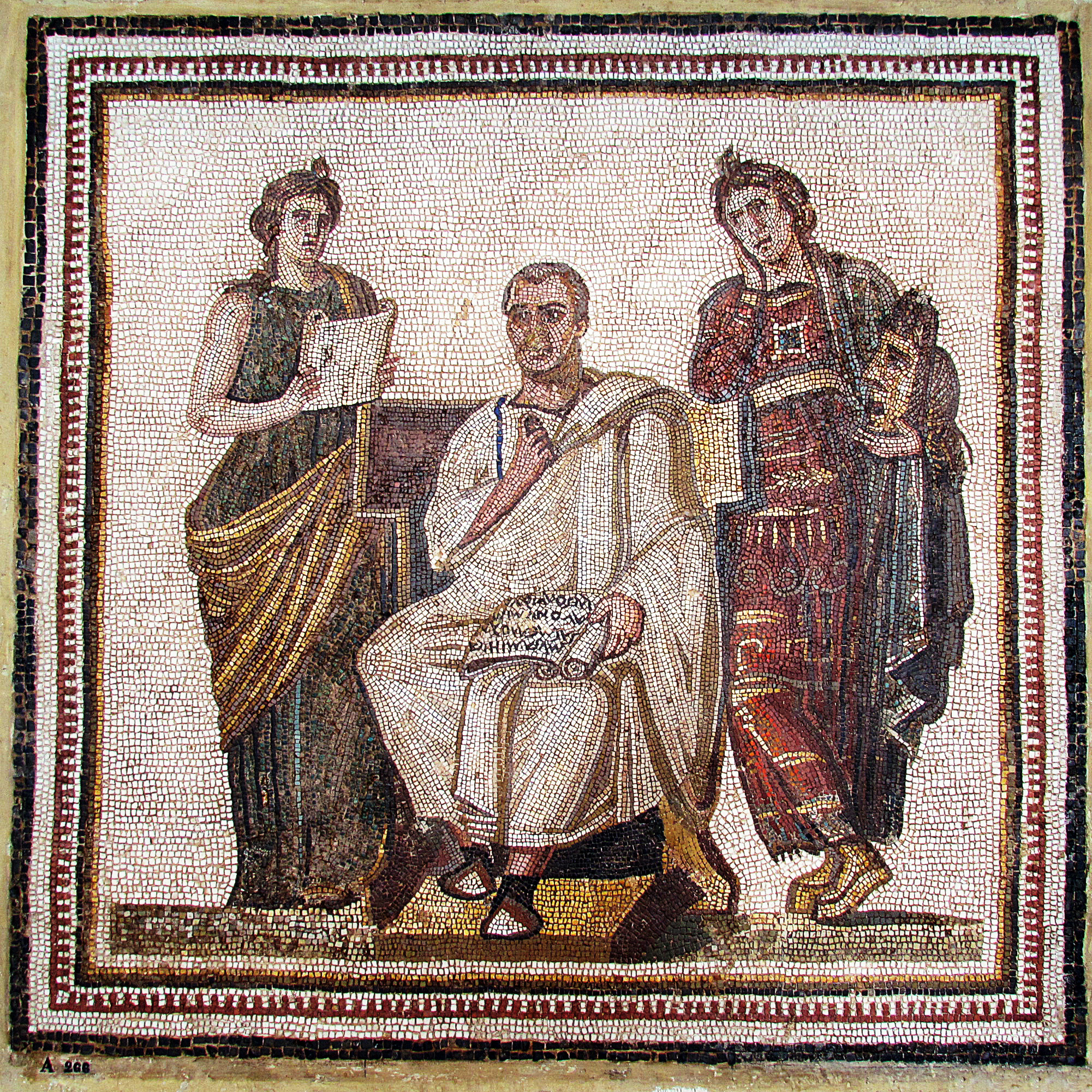
Virgilio con lEneide tra Clio e Melpomene (Museo nazionale del Bardo, Tunisi)

Magna pars (alla lettera gran parte) è una locuzione latina riferita ad una persona che, in genere in un contesto circoscritto, riveste grande importanza o detiene gran parte dei meriti, o delle colpe, della situazione in cui versa quel contesto.
La locuzione ricorre nel libro II dell'Eneide di Publio Virgilio Marone, laddove, alla richiesta di Didone di raccontare di Troia, Enea così risponde:
Troianas ut opes et lamentabile regnum
eruerint Danai, quaeque ipse miserrima uidi et quorum pars magna fui.»
e d'amara e d'orribil rimembranza, regina eccelsa, a raccontar m'inviti:
come la già possente e glorïosa
mia patria, or di pietà degna e di pianto,
fosse per man de' Greci arsa e distrutta.
E qual ne vid'io far ruina e scempio: ch'io stesso il vidi, ed io gran parte fui
del suo caso infelice.»
(Virgilio, Eneide, II, 3, traduzione di Annibal Caro)